# حسن عبدالوهاب
حسن عبدالوهاب (۳۱ اوت ۱۸۹۹–۱۹۶۷) تاریخ‌نگار، معمار و باستان‌شناس مصری بود. نخست عکاس کمیسیون حفظ آثار در قاهره بود، به کشورهای گوناگون عربی سفر کرد و در معماری بناها پژوهید. بازرس آثار عربی، عضو فرهنگستان علمی مصر، عضو گروه تاریخ مصر و مجلس اعلای ادبیات و هنرها گزیده شد. مسجدهای قاهره در دو جلد، میدان صلاح‌الدین و آثار پیرامون آن، طرح‌ریزی قاهره، در میان یادمان‌های اسلامی از آثار اوست. کتابخانهٔ شخصی‌اش که شامل نسخه‌های خطی و چاپی می‌شد به دانشگاه اسلامی محمد بن سعود در ریاض فروخت.